# Райт, Ларри (баскетболист)
Ларри Гленн Райт (англ. Larry Glenn Wright; род. 23 ноября 1954, Монро, Луизиана) — американский баскетболист, игравший на позиции разыгрывающего защитника. 

## Карьера в колледже
Райт был высоко востребованным игроком, пока играл в средней школе Вестерн в Вашингтоне. Он решил присоединиться к Грамблинг Стейт в честь своего наставника Хёршелла Уэста, который играл за «Тайгерс» и тренировал Райта, когда тот играл в средней школе Ричмонд в Луизиане. С 1973 по 1976 года он был одним из самых титулованных игроков «Грамблинг». В 1974 году он был назван новичком года конференции SWAC. Он также был дважды включён в сборную конференции SWAC и дважды входил в первую команду всеамериканской сборной NCAA. Он привёл университет к чемпионству турнира SWAC 1976 года. После того, как в сезоне 1975/1976 он был назван «Баскетболистом года конференции Southwestern Athletic», он решил заявить о себе на драфте НБА 1976 года.

## Профессиональная карьера

### НБА
Райт был выбран под общим 14-м номером на драфте НБА 1976 года командой «Вашингтон Буллетс». Он сыграл значительную роль в «Буллетс» в конце 1970-х годов. Со столичной командой он выиграл титул чемпиона НБА в 1978 году и вышел в финал в следующем году. После неудачного сезона, в котором они были выбиты из плей-офф командой «Филадельфия Севенти Сиксерс», его обменяли в «Детройт Пистонс», за которую он сыграл всего 46 игр за два сезона. Он решил переехать в Италию в 1982 году и подписал контракт с столичным клубом «Банко».

### Суперзвезда в Италии
Райт сразу же стал звездой в Италии. Команда завершила регулярный сезон на первом месте и вышла в финальную серию против «Олимпии», победив чемпионов Европы «Форд» в полуфинальной серии, имея преимущество домашней площадки в финале. «Банко» выиграла серию со счётом 2:1 и выиграла свой первый чемпионат Италии. В следующем сезоне римский клуб приняла участие в Кубке европейских чемпионов ФИБА на правах чемпиона Италии, и Райт продемонстрировал одно звёздное выступление за другим. «Банко» завершила групповой этап на первом месте, разделив место с «Барселоной», поэтому обе команды прошли в финальную игру за Кубок европейских чемпионов в Женеве. Райт стал лучшим бомбардиром своей команды в финальной победной игре (79:73), набрав 27 очков и приведя клуб к его первому в истории европейскому титулу в их первом появлении в финале. Райт также был выбран европейским игроком года. Несмотря на успешный сезон, Райт покинул команду после того, как не смог пройти отбор в плей-офф национального чемпионата, и подписал контракт с «Фантони», где он играл в течение двух сезонов. В 1987 году он вернулся в «Банко» ещё на один сезон.

## Карьера тренера
Райт уже был играющим тренером в свои последние дни в Италии. Он был назначен помощником тренера в «Грамблинге» в 1990 году и оставался на этой должности в течение двух сезонов. После этого он был скаутом в «Сиэтл Суперсоникс» и «Вашингтон Уизардс», а также помощником тренера в средней школе Уошито в своём родном городе Монро, штат Луизиана. В 1999 году Райт был назначен главным тренером в «Грэмблинге». Он был освобожден от своих обязанностей в апреле 2008 года.

## Статистика в НБА
| Сезон                                                                                    | Команда   | Регулярный сезон | Регулярный сезон | Регулярный сезон | Регулярный сезон | Регулярный сезон | Регулярный сезон | Регулярный сезон | Регулярный сезон | Регулярный сезон | Регулярный сезон | Регулярный сезон | Серия плей-офф | Серия плей-офф | Серия плей-офф | Серия плей-офф | Серия плей-офф | Серия плей-офф | Серия плей-офф | Серия плей-офф | Серия плей-офф | Серия плей-офф | Серия плей-офф |
| Сезон                                                                                    | Команда   | GP               | GS               | MPG              | FG%              | 3P%              | FT%              | RPG              | APG              | SPG              | BPG              | PPG              | GP             | GS             | MPG            | FG%            | 3P%            | FT%            | RPG            | APG            | SPG            | BPG            | PPG            |
| ---------------------------------------------------------------------------------------- | --------- | ---------------- | ---------------- | ---------------- | ---------------- | ---------------- | ---------------- | ---------------- | ---------------- | ---------------- | ---------------- | ---------------- | -------------- | -------------- | -------------- | -------------- | -------------- | -------------- | -------------- | -------------- | -------------- | -------------- | -------------- |
| 1976/77                                                                                  | Вашингтон | 78               | -                | 18,2             | 44,0             | -                | 76,5             | 1,3              | 3,0              | 0,7              | 0,1              | 7,8              | 8              | -              | 13,0           | 48,7           | -              | 71,4           | 0,9            | 2,0            | 0,9            | 0,1            | 6,6            |
| 1977/78                                                                                  | Вашингтон | 70               | -                | 20,9             | 49,6             | -                | 71,0             | 1,5              | 3,7              | 1,0              | 0,2              | 9,2              | 21             | -              | 19,1           | 46,6           | -              | 76,0           | 1,5            | 3,2            | 0,8            | 0,1            | 8,1            |
| 1978/79                                                                                  | Вашингтон | 73               | -                | 22,7             | 46,9             | -                | 74,4             | 1,9              | 4,1              | 0,9              | 0,2              | 9,3              | 18             | -              | 18,4           | 48,1           | -              | 90,0           | 1,4            | 2,4            | 0,6            | 0,2            | 8,4            |
| 1979/80                                                                                  | Вашингтон | 76               | -                | 16,9             | 45,8             | 25,0             | 88,9             | 1,6              | 2,9              | 0,6              | 0,2              | 7,3              | 2              | -              | 16,5           | 52,9           | 0,0            | 80,0           | 1,0            | 3,0            | 1,5            | 0,0            | 11,0           |
| 1980/81                                                                                  | Детройт   | 45               | -                | 22,2             | 46,2             | 28,6             | 80,3             | 2,0              | 3,4              | 0,9              | 0,2              | 7,4              | Не участвовал  | Не участвовал  | Не участвовал  | Не участвовал  | Не участвовал  | Не участвовал  | Не участвовал  | Не участвовал  | Не участвовал  | Не участвовал  | Не участвовал  |
| 1981/82                                                                                  | Детройт   | 1                | 0                | 6,0              | 0,0              | -                | -                | 0,0              | 0,0              | 0,0              | 0,0              | 0,0              | Не участвовал  | Не участвовал  | Не участвовал  | Не участвовал  | Не участвовал  | Не участвовал  | Не участвовал  | Не участвовал  | Не участвовал  | Не участвовал  | Не участвовал  |
|                                                                                          | Всего     | 343              | 0                | 19,9             | 46,5             | 26,1             | 77,7             | 1,6              | 3,4              | 0,8              | 0,2              | 8,2              | 49             | -              | 17,8           | 47,7           | 0,0            | 80,2           | 1,3            | 2,7            | 0,8            | 0,1            | 8,1            |
| Наведите курсор мыши на аббревиатуры в заголовке таблицы, чтобы прочесть их расшифровку. |           |                  |                  |                  |                  |                  |                  |                  |                  |                  |                  |                  |                |                |                |                |                |                |                |                |                |                |                |